# Gigantogryllacris piceifrons
Gigantogryllacris piceifrons är en insektsart som först beskrevs av Walker, F. 1869.  Gigantogryllacris piceifrons ingår i släktet Gigantogryllacris och familjen Gryllacrididae. Inga underarter finns listade i Catalogue of Life.